# Адам Шабан
Адам Шабан (англ. Adam Shaban, нар. 28 лютого 1983) — кенійський футболіст, що грав на позиції захисника, зокрема, за клуб «Матаре Юнайтед», а також національну збірну Кенії. Чемпіон Кенії.

## Клубна кар'єра
У футболі дебютував 2001 року виступами за команду «Матаре Юнайтед», в якій провів п'ять сезонів. 
Згодом з 2006 по 2013 рік грав у складі команд «Таскер», норвезьких «Нібергсунд», «Брумунддаль» і «Ліллегаммер» та оманського «Аль-Шабаб» (Ес-Сіб). У складі «Таскера» став чемпіоном Кенії у 2007 році.
2014 року переїхав до Канади, де приєднався до складу клубу «Кінгстон» з Онтаріо.
Завершив професійну ігрову кар'єру у клубі «Мілтон», за команду якого виступав протягом 2014—2016 років.

## Виступи за збірну
2002 року дебютував в офіційних матчах у складі національної збірної Кенії. Протягом кар'єри у національній команді, яка тривала 6 років, провів у її формі 33 матчі.
У складі збірної був учасником Кубка африканських націй 2004 року у Тунісі.

## Титули і досягнення
- Чемпіон Кенії (1):

«Таскер»: 2007